# Шупляк, Олег Ильич
Олег Ильич Шупляк (укр. Олег Ілліч Шупляк; род. 23 сентября 1967, с. Бище, Бережанский район, Тернопольская область) — украинский художник, член НСХУ с 2000 года, Заслуженный художник Украины (2017). Работает в разных направлениях живописи. Широкую известность в мире получила его серия «Двовзоры» (авторское название картин-иллюзий с двойным смыслом).
Является участником многочисленных коллективных и персональных выставок. Первую персональную выставку организовал в 1991 году. С 1990 — участник более трех десятков персональных выставок в Украине и за рубежом. Основными из них являются:
- 2018 — персональная выставка «IMAGINARIUM» в Бангкокском (Таиланд) центре искусства и культуры (BACC).
- 2018 — персональная выставка в г. Мафра (Португалия). Королевский Национальный дворец.
- 2018 — Персональная выставка в г. Лиссабон. Музей Casa Museu Medeiros e Almeida.
- 2017 — персональная выставка в г. Барселона (галерея Arteria BCN).
- 2017 — персональная выставка в Барселоне (галерея Grisolart Galleries).
- 2017 — персональная выставка в г. Сад (Сербия), музей в Петроварадинской крепости.
- 2016 — персональная выставка в г. Познань (Польша) в рамках фестиваля «Украинская весна».
- 2015 — персональная выставка «IMAGINARIUM», Познань.
- 2015 — персональная выставка «IMAGINARIUM», г. Ключборк (Польша).
- 2015—2016 — серия выставок в рамках проекта «Різдвяний вернісаж» (Будапешт, Удине, Барселона и др.).
- 2013 — персональная выставка «Метаморфозы» в г. Вайле (Дания).
- 2013 — Персональная выставка «Метаморфозы», Санкт-Петербург, галерея «N-prospect».
- 2012 — Персональная выставка в Национальном музее Тараса Шевченко, Киев.
- 1994 — Персональная выставка (г. Ноттингем, г. Дерби, Англия).

Также более 20 персональных выставок в городах Украины.
Работы находятся в коллекциях Национального музея Тараса Шевченко в Киеве, Министерства культуры Украины, международного фонда «Культурное достояние» (Санкт-Петербург), а также в частных коллекциях многих стран мира.

## Награды и премии
- Автор официального логотипа к 200-летию рождения Т. Шевченко (победитель конкурса, 2013).
- Золотая медаль лауреата и диплом «За мастерство и создание уникального стиля в изобразительном искусстве» Фонда «Культурное достояние» (2013, Санкт-Петербург).
- Лауреат премии им. Михаила Бойчука (2014).
- Юбилейная медаль «25 лет независимости Украины» (2016)[1].
- Заслуженный художник Украины (2017).
- Всеукраинской премии им. братьев Лепких (2018).